# Clemens Ziegler

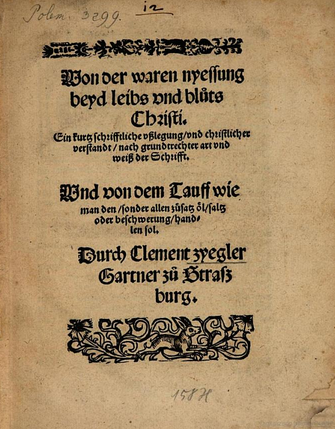
Glaubenszeugnis Zieglers: Von der waren nyessung beyd leibs und bluts Christi aus dem Jahr 1524

Clemens Ziegler (auch in den Schreibweisen als Clement und Zyegler beziehungsweise Zegler; * um 1480 in Straßburg; † nach 1552) war ein täuferisch beeinflusster Laienprediger in der Gegend von Straßburg, Bœrsch und Obernai sowie religiöser Schriftsteller.

## Leben
Er findet sich in den Quellen erstmals sicher 1522 als Mitglied der Straßburger Gärtnerzunft, die ihr Zunfthaus nahe der Kirche Ste-Aurélie hatte, wo Martin Butzer im April 1524 zum Pfarrer gewählt worden war. Mit diesem soll Ziegler zeitweilig befreundet gewesen sein, bevor sich das Verhältnis in Gegnerschaft wandelte. Butzers Wahl war anscheinend durch die Zunft deutlich beeinflusst worden sein. Am 21. September 1524 hat sich der Theologe bei den Gärtnern folgend als Zunftgenosse eintragen lassen.
Ab 1524 begann Ziegler zu predigen und veröffentlichte verschiedene Schriften, von denen fünf in Druck gingen, andere nur als Handschriften vorliegen. Der Anstoß dazu kam zum einen vom wundersamen Überleben des Hochwassers von Straßburg im Januar 1524. Zum anderen schöpfte Ziegler aus Besuchen von Konventikeln der evangelischen Bruderschaft in Robertsau.
Während der Bauernerhebungen 1525 im Elsass unterstützte Ziegler die Ziele der Bauern und predigte in den Dörfern um die Stadt Straßburg. Die entstehende Gewalt stieß bei ihm dagegen auf Ablehnung.
Im Jahr 1525 bat die „christliche Gemeine“ von Robertsau, viele davon Gärtner, um die Bestätigung beim Straßburger Magistrat, Ziegler als (ehrenamtlichen) Prediger einzusetzen. Am 18. Dezember des Jahres erhielt er das volle Bürgerrecht Straßburgs und im Folgejahr wurde er Zehntrechner des Vorortes. Doch war er auch weiterhin außerhalb des Ortes tätig. So wurde Ziegler beispielsweise 1527 in Kork (gehörte zu diesem Zeitpunkt zur Grafschaft Hanau-Lichtenberg) verhaftet, nachdem er in der Kirche gegen den Priester aufgetreten war, indem er dessen Predigt mit Zwischenfragen störte.
Trotz der Etablierung einer neuen evangelischen Gemeinde und der Ordination des Geistlichen Martin Hag in Robertsau lehrte Ziegler dort noch weiter in den Konventikeln der „christlichen Gemeine“, die schließlich verboten wurden. Ein generelles Predigtverbot erhielt er am 19. Juni 1534 durch einen Erlass des Magistrats, unter Androhung der Ausweisung aus der Stadt Straßburg. Vorausgegangen war eine Synode in Straßburg im Jahr 1533, bei der ihm von Martin Butzer die Zurückweisung der doppelten Prädestination vorgeworfen wurde.
Das Verbot hielt ihn jedoch nicht davon ab, durch sein Wirken weiter Unruhe zu verursachen, was 1535 in einer Kirchenvisitation vermerkt wurde. Über eine spätere Tätigkeit oder seinen Aufenthalt ist nichts mehr bekannt.
Zeit seines Lebens hatte Ziegler höchstwahrscheinlich Kontakte zu anderen täuferischen Protagonisten, wie Hans Denck, Ludwig Hätzer, Jakob Kautz, Johannes Bünderlin und Pilgram Marbeck. Er war verheiratet mit einer Frau namens Gertrud.

## Werk

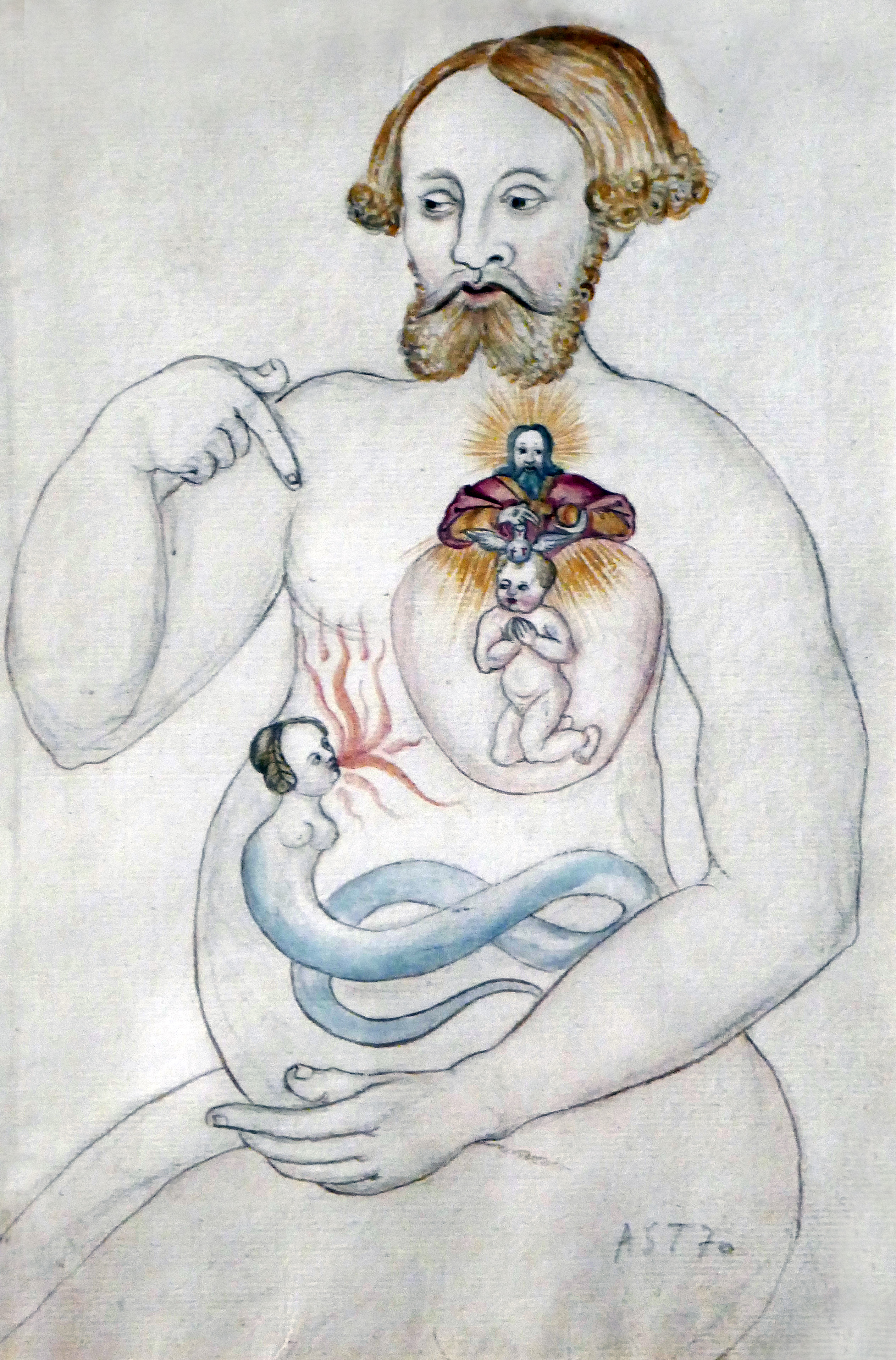
Aquarell aus Zieglers Von der Seligkeit aller menschen seelen (1532)

In seinem Werk kritisiert Ziegler die Anrufung der Heiligen, den Kult um Abbildungen, die Wirkungsvorstellungen der Sakramente, wie auch den Glauben, durch den Kauf von Messen das eigene Seelenheil beeinflussen zu können. Darüber hinaus attackiert er die Unmoral des Klerus und den Reichtum der Kirche. Als wahr und zielführend stellt er den Glauben an Jesus Christus als Weg zum Vater dar. Durch die Anrufung des Heiligen Geistes würde weiterhin erst die Möglichkeit entstehen, Verständnis der Heiligen Schrift zu erlangen, welche im Fokus der Wissenserlangung über Gott stehen sollte. Er kontrastiert sie zu den „vnnütz geschrifft als die bücher der väter vnd Bäpstlicher satzung“.
Wahre Christen müssten dem Beispiel Jesu folgen, was die Lehre, die Weitergabe des Glaubens miteinschließt. Das bezog Ziegler auf sein eigenes Leben, indem er für sich die Aufgabe sah, die Laien – aus deren Gruppe er als Gärtner, der sich für Unkundige gelegentlich auch als Bauer beschrieb, kam – zu lehren. Dabei gibt er sich als Identifikationsfigur und baut seine Schriften im Dialog mit dem Leser auf. Anders als beispielsweise Melchior Hofmann erschafft er keine strengen Freund-Feind-Konzepte, sondern argumentiert diplomatisch, zieht sich bei Fehlern der Christen selbst mit ein.
Wie bei vielen Laienpredigern, vor allem aus dem handwerklichen Bereich, nimmt die Ungerechtigkeit der Welt einen bedeutenden Platz ein, woraus sich ein Weltbild erschließt, das den freien Willen betont, offen ist für das Konzept von guten Taten, der Mitwirkung des Menschen an der Erlösung, gegen sola fide und Prädestination. Sozialer Wandel ist bei Ziegler bereits in dieser Welt möglich.
Mit der Schrift Von der waren nyessung beyd leibs und bluts Christi (1524) erlangte Ziegler einige Bekanntheit. Darin argumentiert er gegen alles, was sich in der Heiligen Schrift nicht fände, darunter nicht nur Bräuche und Riten, sondern auch die Bezeichnungen für jene. Er spricht sich für die Erwachsenentaufe aus, wobei unklar bleibt, ob er sie selbst erhalten hat, und ruft die „wahren Bischöfe und Pfarrer“ auf, öffentlich und laut gegen falsche Lehren aufzubegehren. Daneben besitzt das Werk einen latent prophetischen (apokalyptische Vorstellungen nehmen bei Ziegler jedoch keine wichtige Rolle ein) Charakter, da er auf das bevorstehende Ende der Gottlosen weist. Er war der erste in Straßburg, der für eine Änderung der herkömmlichen Taufe geworben hatte. Dabei ist möglich, dass er von den Gedanken Karlstadts beeinflusst war, dessen Schriften 1524 in Straßburg bereits Verbreitung gefunden hatten.
In Bezug auf die Eucharistie nimmt Ziegler eine spiritualistische Position ein, glaubt weder an die altgläubige Transsubstantiation noch an Luthers Realpräsenz. So schreibt er 1525 in Ein fast schon büchlin, nachdem er verschiedene alltägliche Arbeiten aufgezählt hat: „so niesset der mensch gewißlich den leib vnd das blţt Christi / vnd ob schon kein priester kein altar / noch kein eüsserlich zeiche[n] nimer da ist.“ Was für jene dagegen notwendig ist, ist die Veränderung des Herzens des Empfangenden.
Erlösung ist im Denken Zieglers nicht an eine institutionelle Kirche gebunden. So stand er den Strukturen der entstehenden evangelischen Kirche Straßburgs kritisch gegenüber. Auch Handlungen wie die Taufe und das Fasten erhalten bei Ziegler einen bloßen Gedenkcharakter.
In Druck
- Ain kurz Register und außzug der Bibel. 1524.
- Von der vermehelung Marie vnd Josephs. 1524.
- Von der waren nyessung beyd leibs und bluts Christi. 1524.
- Ein fast schon büchlin. 1525.
- Eine fast schöne vszlegung vnd betrachtung des christenlichen gebetts. 1525.

In Handschrift
- Von der Seligkeit aller menschen seelen. 1532.
- Ein mercklichen verstant iber das geschriben buchlin von der sellickkeit aller menschen selen. 1532.
- Von gesichden vnd erschinungen iber mich Clementz Zyegler. 1534.
- Neue Dreim und Gesicht. 1552.